# ナルゲス・モハンマディー (俳優)

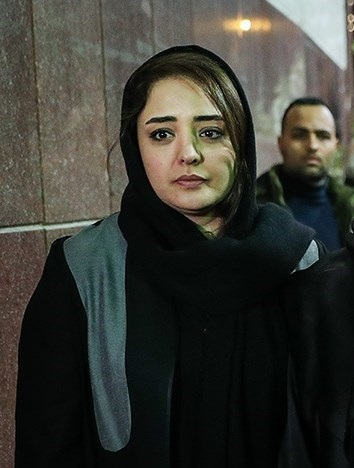
ナルゲス・モハンマディー

ナルゲス・モハンマディー（1985年3月29日 - ）は、イランの女性俳優。
イラン暦1364年ファルヴァルディーン月9日（西暦換算で1985年3月29日）、テヘラン生まれ。舞台演劇からキャリアを始め、イラン暦1386年（2007～2008年）のメヘルシャード社の映画 risman baz (ریسمان باز) への出演で本格的にデビュー、1388年（2009～2010年）の映画 Anahita (آناهیتا) や 1389年（2010～2011年）の映画 Setayesh (ستایش) での出演で有名になった。看護師の資格を持つ。
1. ↑  «دورهمی - فصل 3 - قسمت 5». شبکه نسیم. دورهمی. ۳۰ آذر ۱۳۹۶. دریافت‌شده در ۱ آوریل ۲۰۲۱.
2. 1 2  نرگس محمدی (بازیگر) در بانک جامع اطلاعات سينماى ايران